# Gonolobus lasiostomus
Gonolobus lasiostomus är en oleanderväxtart som beskrevs av Joseph Decaisne. Gonolobus lasiostomus ingår i släktet Gonolobus och familjen oleanderväxter. Inga underarter finns listade i Catalogue of Life.